# William de Clinton
William de Clinton (ur. 1304, zm. 25 sierpnia 1354) – angielski możnowładca, młodszy syn Johna de Clinton, 1. barona Clinton, i Idy de Odingsells, córki Williama de Odingsells, praprawnuczki króla Henryka II.
William został pasowany na rycerza przed 1324 r. Należał do najbliższego grona towarzyszy króla Edwarda III. W 1330 r. brał udział w pojmaniu wszechwładnego regenta, Rogera Mortimera. Od września 1327 r. do 1348 r. był kasztelanem zamku Halton. W latach 1330–1333 był sędzią Cheshire. Od 1330 do 1348 r. był lordem strażnikiem Pięciu Portów. W latach 1343–1345 był głównym sędzią królewskim na południe od rzeki Trent. W 1337 r. otrzymał od Edwarda III tytuł hrabiego Huntingdon.
Brał udział wojnach ze Szkocją i Francją (wojna stuletnia). W latach 1333–1335 był admirałem Zachodnu. Brał udział w bitwie pod Sluys 24 czerwca 1340 r.
Przed 17 października 1328 r. poślubił Juliane de Leyburne (zm. 1 listopada 1367), córkę sir Thomasa de Leyburne'a i Alice de Toni, córki Ralfa VII de Toni. Małżonkowie nie mieli razem dzieci. Po śmierci Williama wygasły wszystkie jego tytuły.